# Rajon Bilmak
Der Rajon Bilmak (ukrainisch Більмацький район/Bilmazkyj rajon; russisch Бильмакский район/Bilmakski rajon) war eine administrative Einheit in der Oblast Saporischschja im Südosten der Ukraine. Das Zentrum des Rajons war die Siedlung städtischen Typs Kamjanka (Polohy) (bis 2021 Bilmak).

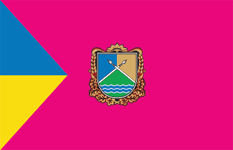
Flagge des Rajons

## Geographie
Der Rajon lag im Osten der Oblast Saporischschja, er grenzte im Norden auf einem kurzen Abschnitt an den Rajon Huljajpole, im Nordosten an den Rajon Rosiwka, im Osten an den Rajon Nikolske (in der Oblast Donezk), im Süden an den Rajon Berdjansk, im Südwesten an den Rajon Tschernihiwka sowie im Nordwesten an den Rajon Polohy.
Durch das ehemalige Rajonsgebiet fließen die Berda, die Kamjanka (Кам'янка), der Hajtschul (Гайчул) sowie die Sucha Kinska (Суха Кінська), das Gebiet ist hügelig mit Höhenlagen zwischen 120 und 280 Metern (höchste Erhebung 284 Meter) und wird durch das Asowsche Hochland geprägt.

## Geschichte
Der Rajon entstand 1923 und hieß zunächst Rajon Zarekostjantyniwka, 1932 kam er zur neu erschaffenen Oblast Dnipropetrowsk, 1935 wurde der das Rajonzentrum nach Kujbyschewe (heute Bilmak) verlegt und der Rajonsname wurde auf Rajon Kujbyschewe (ukrainisch Куйбишевський район/Kujbyschewskyj rajon). 1939 kam der Rajon dann zur neugeschaffenen Oblast Saporischschja. Nach der Besetzung durch deutsche Truppen wurde das Rajonsgebiet 1942 in das Reichskommissariat Ukraine eingegliedert und lag hier im Generalbezirk Dnjepropetrowsk, Kreisgebiet Pologi. Nach dem Ende des Zweiten Weltkriegs kam es wieder zur Sowjetunion/Ukrainische SSR, seit 1991 ist er Teil der heutigen Ukraine. Am 26. Juni 1992 wurde der Rajon Rosiwka aus dem Rajonsgebiet ausgegliedert und ein eigenständiger Rajon, im Zuge der Dekommunisierung der Ukraine wurde der Rajon am 12. Mai 2016 analog zum Rajonszentrum in Rajon Bilmak umbenannt.
Am 17. Juli 2020 kam es im Zuge einer großen Rajonsreform zum Anschluss des Rajonsgebietes an den Rajon Polohy.

## Administrative Gliederung
Auf kommunaler Ebene war der Rajon in eine Siedlungsgemeinde, eine Landgemeinde, eine Siedlungsratsgemeinde und 6 Landratsgemeinden unterteilt, denen jeweils einzelne Ortschaften untergeordnet waren.
Zum Verwaltungsgebiet gehörten:
- 2 Siedlung städtischen Typs
- 38 Dörfer

### Siedlungen städtischen Typs
| Siedlungen städtischen Typs                      | Siedlungen städtischen Typs | Siedlungen städtischen Typs              |
| Name                                             | Name                        | Name                                     |
| ukrainisch transkribiert                         | ukrainisch                  | russisch                                 |
| ------------------------------------------------ | --------------------------- | ---------------------------------------- |
| Kamjanka (bis 2021 Bilmak, bis 2016 Kujbyschewe) | Більмак (Куйбишеве)         | Бельмак (Belmak)/Куйбышево (Kuibyschewo) |
| Komysch-Sorja                                    | Комиш-Зоря                  | Камыш-Заря (Kamysch-Sarja)               |

### Dörfer
| Dörfer                                              | Dörfer                       | Dörfer                                                                     | Dörfer            |
| Name                                                | Name                         | Name                                                                       | Gemeindezuordnung |
| ukrainisch transkribiert                            | ukrainisch                   | russisch                                                                   | Gemeindezuordnung |
| --------------------------------------------------- | ---------------------------- | -------------------------------------------------------------------------- | ----------------- |
| Bereschne (bis 2016 Dessjatyritschtschja Schowtnja) | Бережне (Десятиріччя Жовтня) | Бережное (Bereschnoje)/Десятириччя Жовтня (Dessjatiritschtschja Schowtnja) | Bilmanka          |
| Beresiwka                                           | Березівка                    | Березовка (Beresowka)                                                      | Nowoukrajinka     |
| Bilmanka                                            | Більманка                    | Бельманка (Belmanka)                                                       | Bilmanka          |
| Bilozerkiwka                                        | Білоцерківка                 | Белоцерковка (Belozerkowka)                                                | Komysch-Sorja     |
| Blahowischtschenka                                  | Благовіщенка                 | Благовещенка (Blagoweschtschenka)                                          | Komysch-Sorja     |
| Dibrowa                                             | Діброва                      | Диброва (Dibrowa)                                                          | Smyrnowe          |
| Druschne (bis 2016 Leninske)                        | Дружне (Ленінське)           | Дружное (Druschnoje)/Ленинское (Leninskoje)                                | Hussarka          |
| Dubowe                                              | Дубове                       | Дубовое (Dubowoje)                                                         | Bilmak            |
| Hoholiwka                                           | Гоголівка                    | Гоголевка (Gogolewka)                                                      | Nowoukrajinka     |
| Hruske                                              | Грузьке                      | Грузское (Grusskoje)                                                       | Bilmak            |
| Hussarka                                            | Гусарка                      | Гусарка                                                                    | Hussarka          |
| Lanzewe                                             | Ланцеве                      | Ланцевое (Lanzewoje)                                                       | Komysch-Sorja     |
| Marjaniwka                                          | Мар'янівка                   | Марьяновка (Marjanowka)                                                    | Marjaniwka        |
| Myrske                                              | Мирське                      | Мирское (Mirskoje)                                                         | Marjaniwka        |
| Nowokamjanka                                        | Новокам'янка                 | Новокаменка (Nowokamenka)                                                  | Komysch-Sorja     |
| Nowoukrajinka                                       | Новоукраїнка                 | Новоукраинка (Nowoukrainka)                                                | Nowoukrajinka     |
| Oleksijiwka                                         | Олексіївка                   | Алексеевка (Alexejewka)                                                    | Smyrnowe          |
| Otscheretuwate                                      | Очеретувате                  | Очеретоватое (Otscheretowatoje)                                            | Werschyna         |
| Probudschennja                                      | Пробудження                  | Пробуждение (Probuschdenije)                                               | Marjaniwka        |
| Rudenka                                             | Руденка                      | Руденка                                                                    | Komysch-Sorja     |
| Samijliwka                                          | Самійлівка                   | Самойловка (Samoilowka)                                                    | Smile             |
| Schewtschenkiwske                                   | Шевченківське                | Шевченковское (Schewtschenkowskoje)                                        | Komysch-Sorja     |
| Selenyj Haj                                         | Зелений Гай                  | Зелёный Гай (Seljony Gai)                                                  | Smyrnowe          |
| Smile                                               | Сміле                        | Смелое (Smeloje)                                                           | Smile             |
| Smyrnowe                                            | Смирнове                     | Смирново (Smirnowo)                                                        | Smyrnowe          |
| Sraskowe                                            | Зразкове                     | Зразковое (Sraskowoje)                                                     | Smyrnowe          |
| Switle                                              | Світле                       | Светлое (Swetloje)                                                         | Smile             |
| Ternowe                                             | Тернове                      | Терновое (Ternowoje)                                                       | Komysch-Sorja     |
| Trudowe                                             | Трудове                      | Трудовое (Trudowoje)                                                       | Bilmak            |
| Truschenka                                          | Труженка                     | Труженка                                                                   | Komysch-Sorja     |
| Tscherwonoseliwka                                   | Червоноселівка               | Червоноселовка (Tscherwonoselowka)                                         | Smile             |
| Tytowe                                              | Титове                       | Титово (Titowo)                                                            | Smyrnowe          |
| Tschereschnewe                                      | Черешневе                    | Черешневое (Tschereschnewoje)                                              | Komysch-Sorja     |
| Tscherwone Osero                                    | Червоне Озеро                | Червоное Озеро (Tscherwonoje Osero)                                        | Bilmak            |
| Werchnjodrahunske                                   | Верхньодрагунське            | Верхнедрагунское (Werchnedragunskoje)                                      | Smyrnowe          |
| Werschyna                                           | Вершина                      | Вершина (Werschina)                                                        | Werschyna         |
| Werschyna Druha                                     | Вершина Друга                | Вершина Вторая (Werschina Wtoraja)                                         | Smyrnowe          |
| Wesseloiwaniwske                                    | Веселоіванівське             | Веселоивановское (Wesseloiwanowskoje)                                      | Nowoukrajinka     |